# Горіхуватка
Горіхува́тка, Оріхува́тка — річка у Голосіївському районі Києва, права притока Либеді. Довжина — близько 4 км.
Бере свій початок поблизу перехрестя вулиць Васильківської та Ломоносова. Протікає в бік Голосіївського парку, після перетину з Голосіївським проспектом виходить на поверхню. Спершу тече у бетонних лотках, але невдовзі починає текти у природному руслі. Це невеликий, неширокий струмок, що протікає лісом.

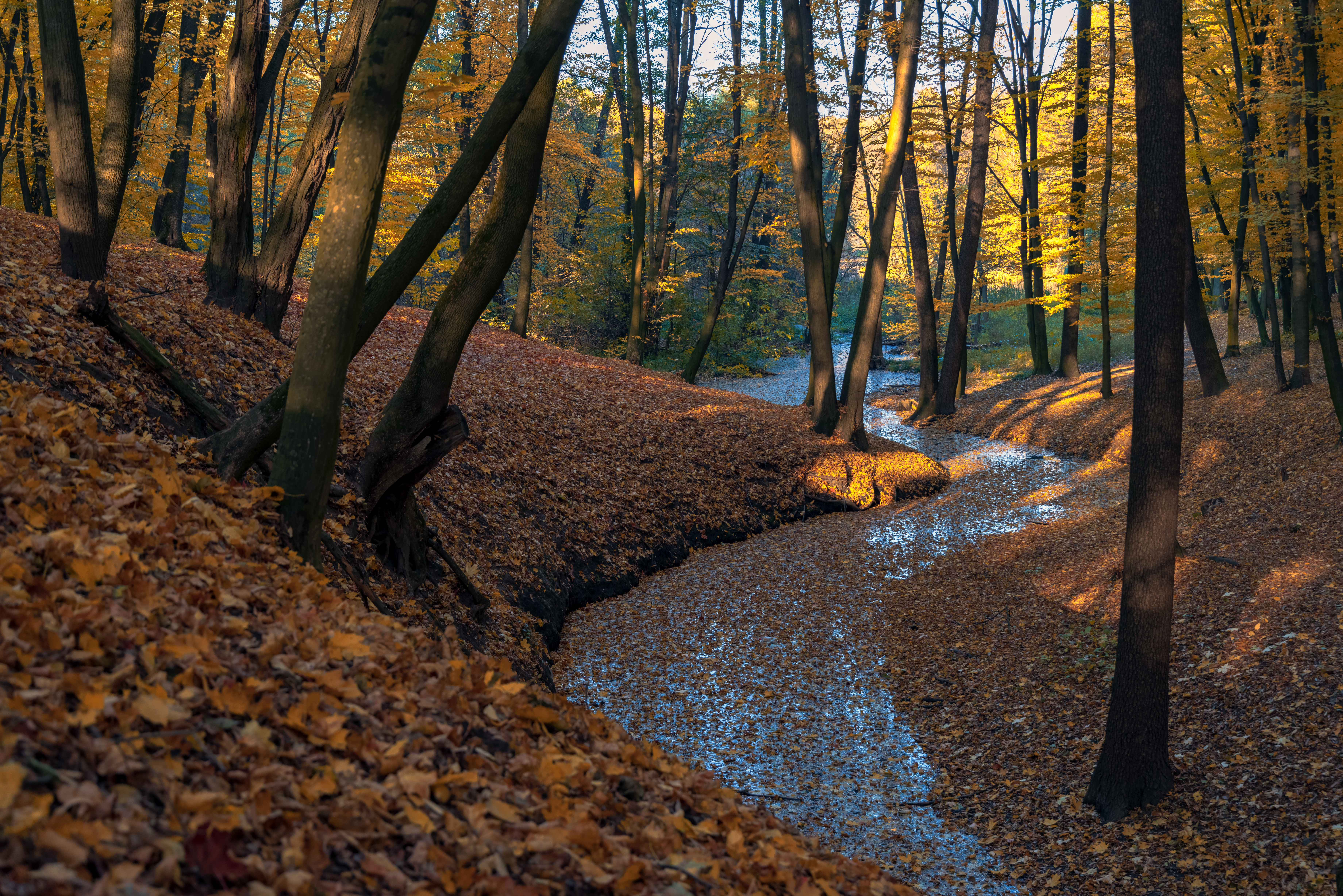
Горіхуватка, жовтень 2018

Ширина струмка не перевищує 1 метра. На території парку імені Рильського починається каскад ставків — три невеликих ставки, далі річка знову протікає лісом, потім проходить через ще один ставок і біля Голосіївської площі — останній ставок (Горіхуватський) із каскаду ставків. Після цього річка зникає в колекторі і біля Київського маргаринового заводу впадає в Либідь.
Таким чином, річку можна вважати малоурбанізованою: більшу частину свого шляху вона протікає природним руслом (окрім початкової та кінцевої ділянок).